# Черных, Виктор Александрович
Виктор Александрович Черных (литературный псевдоним Виктор Соловей; род. 10 августа 1937, Воронеж — ск. 3 сентября 2015, г. Видное, Московская обл.) — российский учёный, ведущий специалист в области разработки газовых и газоконденсатных месторождений, доктор технических наук (2001), писатель-публицист.

## Фрагменты биографии
- Отец — Александр Васильевич Черных (1911—1984) лётчик, позднее рабочий Воронежского авиационного завода (ныне самарский авиационный завод «Авиакор»),
- Мать — Пелагеи Кондратьевны Черных (девичья фамилия — Соловей).
- Окончил среднюю школу № 88 г. Воронеж в 1954 году.
- В 1961 г. закончил Куйбышевский индустриальный институт им. В. В. Куйбышева (ныне Самарский государственный технический университет) по специальности «Машины и оборудование нефтяных и газовых промыслов». (недоступная ссылка)
- С 1961 г. по 1963 г. работал в Татарском нефтяном научно-исследовательском институте (ТатНИИ) инженером, а затем младшим научным сотрудником.
- В 1963 поступил в аспирантуру ВНИИГАЗа (ныне Газпром ВНИИГАЗ), в 1967 г. защитил диссертацию кандидата технических наук.
- С 1967 по 2003 гг. — во ВНИИГАЗе: ведущий научный сотрудник (1989), главный научный сотрудник (2003). Докторская диссертация на тему «Гидрогазодинамика горизонтальных газовых скважин» защищена в 2000 году, Доктор технических наук (2001).
- С 2003 г. в Институте проблем нефти и газа РАН (ИПНГ РАН) главный научный сотрудник.

## Научная деятельность
- В течение многих лет В. А. Черных осуществлял научное руководство рядом работ по решению проблем разработки месторождений природного газа, нефтяных оторочек крупнейших газоконденсатных месторождений СССР, влияния многолетней мерзлоты на процессы добычи газа, разработки месторождений с аномально высокими пластовыми давлениями, техногенного воздействия разработки месторождений углеводородов на окружающую среду.
- Для разработки газовых месторождений с применением систем горизонтальных газовых скважин, Черных предложил принципиально новые газодинамические модели горизонтальных газовых скважин и обосновал общие принципы их применения. На основе этих исследований были получены оценки добывных возможностей горизонтальных скважин на газовых месторождениях Северо-Западной и Восточной Сибири и шельфов морей Российской Федерации.
- Значительный вклад внес В. А. Черных в разработку научных основ нового научного направления в теории разработки газовых месторождений — нелинейной динамики газовой залежи. В рамках этого научного направления им ведено геометрическое представление эволюции газовой залежи в виде её фазового портрета, исследованы свойства газового месторождения как динамической системы и рассмотрены её фазовые портреты при различных режимах разработки, исследованы условия устойчивости разработки многообъектного газового месторождения, построены и исследованы нелинейные динамические модели газовой залежи, введено понятие и условия возникновения точек бифуркации при разработке газовой залежи, построены и исследованы модели хаотической динамики газовой залежи, рассмотрены и исследованы колебания залежи или подземного хранилища газа в целом, а также колебания пластового давления, возникающие при их эксплуатации, исследованы синергетические аспекты нелинейной динамики газовой залежи, в том числе синергетические принципы развития системы разработки газовой залежи.
- Результаты работ В.А Черных. послужили основой для формирования нового научного направления — гидрогеомеханики нефтегазодобычи. В рамках этого научного направления на основе механики дискретных и композитных сред разработаны континуально-дискретные модели деформирования пород в приствольной зоне скважины и вокруг каверн в призабойной зоне, а также модели влияния трёхмерного напряжённо-деформированного состояния пород на процессы фильтрации.

## Публикации
Автор более 150 научных работ
- Черных В. А. Математические концепции гидрогеомеханики. Учебное пособие. М.: РУДН, 2013 г., 447с. ISBN 9785209048008

- Колтунов М. А., Васильев Ю. Н., Черных В.А. Упругость и прочность цилиндрических тел. М.: Высшая школа. 1975 г., 526 с.
- Зотов Г. А., Динков А. В., Черных В.А. Эксплуатация скважин в неустойчивых коллекторах. М.: Недра, 1987 г., 172 с.
- Черных В. А. Гидрогазодинамика горизонтальных газовых скважин. М.: ВНИИГАЗ, 1999 г., 190 с.
- Черных В.А. Гидрогеомеханика нефтегазодобычи. М.: ВНИИГАЗ, 2001 г., 277 с.
- Черных В.А. Нелинейная динамика газовой залежи. М.: ВНИИГАЗ, 2002 г., 203 с.
- Черных В. А., Черных В.В. Математические модели горизонтальных и наклонных газовых скважин. М.: Нефть и газ, 2008 г., 460 с.
- Черных В. А., Черных В. В. Методы функциональных итераций в математической физике и моделировании добычи газа. М. Нефть и газ, 2009 г., 258 с.
- Черных В. А., Черных В. В. Теория и практика динамического анализа разработки залежей нефти и газа. М. Нефть и газ, 2010 г., 273 с.
- Черных В. А., Черных В. В. Аналитические методы моделирования продуктивности горизонтальных скважин. М. Нефть и газ, 2011 г., 347 с.
- Летников А. В., Черных В. А. Основы дробного исчисления. (С приложениями в теории разработки нефтяных и газовых залежей, подземной гидродинамике и динамике биологических систем). М.: Нефтегаз, 2011 г., 429 с.
- Черных В. А., Черных В. В. Концепции газовой динамики пластов и скважин. М.: Нефть и газ, 2012 г., 283 с.
- Потапов А. А., Черных В.А. Дробное исчисление А. В. Летникова в физике фракталов. Saarbrucken. Deutschland. LAP LAMBERT Academic Publishing Gmbh & Co KG 2012. 683 с.
- Черных В.А. Математическая гидрогеомеханика пластов и скважин. М.: Нефть и газ, 2012 г., 332 с.
- Черных В.А. Математические концепции гидрогеомеханики. Учебное пособие. М.: РУДН, 2013 г., 447с.
- Черных В. А., Черных В. В. Математическая теория живучести систем добычи газа. М.: Институт проблем нефти и газа РАН, 2015 г., 219 с.

### Публикации под псевдонимом Соловей В
- Соловей В. Что такое фашизм. М.: РУДН, 2014. — 61 с. ISBN 9785209058038
- Соловей В. А. Политология фашизма: Хрестоматия по истории большевизма. — Т.I. Введение в политологию фашизма. М., 2014. — 286 с.
- Соловей В. А. Политология фашизма. Т.2. Анализ политических систем фашизма. Хрестоматия по истории фашизма. М., 2014. — 283 с. ISBN 9785905851155
- Соловей В.А. Политология фашизма. Т.3. Революция психопатов. Документальная публикация. М., 2015. — 175 с. ISBN 9785905851261
- Соловей В.А. Политология фашизма. Т.4. Аксиоматическая теория фашизма. Учебное пособие. М., 2015. — 127 с. ISBN 9785905851292

## Награды
Серебряная медаль ВДНХ (1977 г.)

## О нем
- Черных Виктор Александрович